# Каменный цветок (фильм)
«Ка́менный цвето́к» — советский фильм-сказка режиссёра Александра Птушко. Экранизация уральских сказов П. П. Бажова. Первый полнометражный советский фильм, снятый на многослойной цветной плёнке.
Вышел в свет в 1946 году. Восстановлен в 1964 году.

## Сюжет
Дедушка Слышко рассказывает старую-старую сказку об удивительном резчике по камню. Ещё в детстве Данила-мастер обучился тайнам искусной обработки камня. Каждая его работа вызывает всеобщее восхищение, в том числе и у его невесты Катеньки. Но Данила не удовлетворён, он хочет достичь совершенства. Хозяйка Медной горы призывает мастера к себе в подземное царство, чтобы он создал каменный цветок, который будет неотличим от настоящего. Она полагает, что её красота, несметные богатства и возможность достижения высшего мастерства заставят Данилу забыть о мире людей и вечно находиться в её власти. Хозяйке не удаётся покорить сердце мастера, не удаётся и остановить поиски любимого Катей. Она пропускает Катю в своё царство, и благословляет влюблённых. Катя и Данила выходят на землю, а мастер уносит познанную им тайну камня.

## История создания
Основой литературного сценария стали сказы из «Малахитовой шкатулки» Павла Бажова: «Медной горы хозяйка», «Две ящерки», «Каменный цветок», «Горный мастер».
В начале работы художники Михаил Богданов и Геннадий Мясников совершили ознакомительную поездку по Уралу с сопровождавшим их Бажовым, на основе чего родилась серия цветных эскизов: «Рубиновый грот», «Синий грот», «Хрустальный грот» и «Малахитовый грот». Костюмы и декорации были изготовлены на киностудии «Баррандов» (Чехословакия), там же снимались пещерные интерьеры:

Впечатление длинного пути через подземные «залы» — лазуритовый, рубиновый, малахитовый, хрустальный — было достигнуто благодаря остроумному и экономному конструктивному решению. По рисункам художников на студии изготовили четыре декорационных фрагмента, в увеличенном виде имитирующих формы кристаллов различных минералов. Комбинируя их на передвижных (установленных на тележках) арках, дополняя мелкими деталями из стекла, целлофана, станиоли, меняя освещение и цветные фильтры, удалось снять наиболее насыщенный в цветовом плане эпизод.
— Тамара Тарасова-Красина, «Геннадий Мясников» 1986
Фильм снят на немецкой плёнке Agfacolor.

## В ролях
- Владимир Дружников — Данила-мастер
- Тамара Макарова — Хозяйка Медной горы
- Михаил Трояновский — Прокопьич
- Екатерина Деревщикова — Катенька
- Алексей Кельберер — дедушка Слышко
- Михаил Яншин — Северьян Кондратьич, приказчик
- Николай Темяков — барин
- Анна Петухова — барыня
- Николай Орлов — старый каменщик
- Лидия Дейкун — Вихориха
- Серафим Зайцев — Ефимка
- Виталий Кравченко — Данила в детстве
- Александра Сальникова — эпизод (нет в титрах)
- Степан Каюков — торговец (нет в титрах)
- Аркадий Цинман — торговец (нет в титрах)

## Съёмочная группа
- Авторы сценария: Павел Бажов, Иосиф Келлер
- Режиссёр: Александр Птушко

«Каменный цветок» имеет и достоинства и недостатки. Но с его выходом только дальтоникам будет непонятно, что цвет стал средством киноискусства навечно.
- Оператор: Фёдор Проворов
- Художники: Михаил Богданов, Геннадий Мясников
- Композитор: Лев Шварц
- Звукооператоры: Борис Вольский, Эмануэль Форманек
- Второй режиссёр: Александр Слободник
- Художник по костюмам: Ольга Кручинина
- Архитектор: X. Угер
- Директор картины: Глеб Кузнецов

## Награды
- 1946 — приз жюри Каннского кинофестиваля — за лучшее цветовое решение (фр. Prix de la meilleure couleur)[8];
- 1947 — Сталинская премия в области литературы и искусства I степени[7].

## Прокат и критика
Вышел на киноэкраны СССР 28 апреля 1946 года. Лидер проката (1946, 1 место) — 23.17 млн зрителей. В том же году демонстрировался во Франции, Финляндии, Швеции, США, в 1947 году в Германии.
Фильм признан несомненной удачей советской кинематографии, а его авторы получили хвалебные отзывы в печати:

…попытка точно следовать литературному оригиналу могла бы привести к распылению материала, а как раз этой опасности им удалось избежать. Те основные темы, которые определяют внешнее и внутреннее движение фильма, разработаны тщательно, правдиво и художественно убедительно.
— Н. Калитин, «Комсомольская правда» 11 мая 1946

«Каменный цветок» прежде всего очень хорош именно как цветной фильм. Здесь дело не только в технике, которую надо признать высокой: сама палитра красок «Каменного цветка» и то, как она использована, свидетельствуют о тонком вкусе авторов картины и глубоко продуманном применении цвета. Насколько его мягкость и естественность радуют глаз в картинах уральской природы, настолько же впечатляет богатство красок в сценах ярмарки, свадьбы и особенно в подземных сокровищницах Хозяйки Медной горы.
— Михаил Львов, «Правда» 13 мая 1946